# کوچی گائشی
کوچی گائشی (به ژاپنی: 小内返し)-(به انگلیسی: Kouchi gaeshi) یکی از فنون و تکنیک‌های دستهٔ ناگه-وازا رشتهٔ ورزشی جودو است که در زیردستهٔ ته-وازا دسته‌بندی می‌شود. 